# Titularbistum Turres Concordiae
Turres Concordiae (ital.: Torri della Concordia) ist ein Titularbistum der römisch-katholischen Kirche. 
Das Bistum Turres Concordiae war in Numidien angesiedelt, einer historischen Landschaft in Nordafrika, die weite Teile der heutigen Staaten Tunesien und Algerien umfasst.
| Titularbischöfe von Turres Concordiae |                              |                                                   |                    |                   |
| Nr.                                   | Name                         | Amt                                               | von                | bis               |
| 1                                     | Adam Sawicki                 | Apostolischer Administrator von Białystok (Polen) | 23. November 1962  | 20. Mai 1968      |
| 2                                     | André Bernard Michel Quélen  | Weihbischof in Angers (Frankreich)                | 16. Dezember 1968  | 2. Dezember 1975  |
| 3                                     | Joseph Frans Lescrauwaet MSC | Weihbischof in Haarlem (Niederlande)              | 19. Oktober 1983   | 19. November 2013 |
| 4                                     | Salvatore Angerami           | Weihbischof in Neapel (Italien)                   | 27. September 2014 | 7. Juli 2019      |
| 5                                     | Giuseppe Natale Vegezzi      | Weihbischof in Mailand (Italien)                  | 30. April 2020     |                   |